# Матвеев, Андрей Матвеевич
Андре́й Матве́евич Матве́ев (1701 год, Новгород − 23 апреля 1739 года, Петербург) — русский художник, один из основоположников русской школы светской живописи, в частности — традиции портретного жанра петровского барокко.

## Биография
Биография живописца изобилует белыми пятнами. По исповедальным книгам удалось установить только год рождения Матвеева и определить, что по происхождению он был из разночинцев. Ни место рождения, ни имя отца, а значит, и его отчество, до сих пор неизвестно.
В «Художественной газете» в середине XIX века неизвестный автор без ссылок на какие-либо источники подробно рассказал о легендарной встрече в новгородском Софиевском соборе пятнадцатилетнего Андрея с Петром I, который взял его с собой в Петербург для обучения живописному ремеслу: «… тринадцатилетний мальчик старался начертить профиль царя во время обедни в Софийском новгородском соборе. Государь заметил его, посмотрел на его каракули и взял с собой в Петербург».
Царь-реформатор и строитель постоянно испытывал потребность в специалистах и собирал талантливых юношей по всей России, а затем отправлял на выучку к иностранцам. И если изначально его интересовали ремесла и науки, то в 1716 году это стремление распространилось и на все искусства. Первые живописные петровские пенсионеры выехали в разные страны и города. Братья Никитины были отправлены во Флоренцию, четверо зодчих — в Рим.
Матвеев обучался в излюбленной Петром I Голландии, в амстердамской мастерской известного портретиста Арнольда Бонена. Наблюдавший за пенсионерами агент Фанденбург сообщил, что только один ученик не доставляет ему никаких хлопот. Андрей не пил, не бесчинствовал, а упорно работал и проявлял незаурядные способности и прилежание. И уже на четвёртом году обучения он отчитывается в письме перед Екатериной I о результатах учёбы и отправляет в Петербург две свои картины. 
«А именно партреть Вашего Величества, который я нижеименованный раб Вашь списывал от мастера моего. При сём партреть господина агента Фанденбурха».
Два года спустя Матвеев вновь отправляет свои работы в Россию (не сохранились), и, по всей видимости, они были исполнены с достаточным мастерством, чтобы подающему надежды ученику разрешили продолжить своё образование.
6 декабря 1723 года Андрей был зачислен в Антверпенскую академию художеств (Фландрия), где его педагогом стал неизвестный в наше время художник Спервер. Учителя прославленной академии, согретой лучами рубенсовской славы, дали Матвееву хорошую профессиональную подготовку. От пенсионерских лет, составивших половину его сознательной жизни, сохранилось много счетов на оплату и всего четыре картины: одна аллегорическая, две мифологических и портрет. Выражая свои соболезнования по поводу смерти Петра I, Матвеев преподнёс Екатерине 1 «Аллегорию живописи» (1725), исполненную акварельной техникой на дубовой доске.
И если «Аллегория живописи» выполнена им в полутоновой технике, с мягкими лессировками, то интимный, без царственных регалий «Портрет Петра I» легко и свободно написаны на холсте. Все академические работы подтверждают, что Матвеев овладел разными живописными манерами, в совершенстве освоил композиционное построение и особенности разноплановых произведений.
В Россию Матвеев вернулся в 1727 году опытным мастером европейского уровня, уверенным в своих силах, и сразу сумел занять положение, равное «первому придворному маляру» Л. Караваку. Обстановка в стране в конце 1720-х — начале 1730-х годов мало располагала к творчеству. Царствующие особы, часто сменявшиеся на престоле, не интересовались русским искусством, а тем более судьбой молодого художника. 
Воцарившаяся Анна Иоанновна искореняла всё талантливое русское. Это было время арестов, ссылок (братья Никитины), казней (П. Еропкин, А. Волынский), непрекращающихся празднеств и засилья иноземных временщиков. Так, место начальника Петербургской Канцелярии от строений занял бывший парикмахер А. Кармедон.
Именно под руководством такого «таланта» пришлось работать Матвееву. Спасала только нехватка «живописных мастеров», и он был завален многочисленными художественными работами. Каких только заданий не исполнял получивший академическое образование Андрей! Его мастерство было многогранным и универсальным: иконы, росписи плафонов и триумфальных ворот, орнаменты, портреты, непрекращающиеся починки и реставрация монументально-декоративных произведений.
С приходом Матвеева в Живописную команду Канцелярии от строений (1727), а тем более после того, как он стал её руководителем (1731), опытные художники, подмастерья и ученики стали по-настоящему единой командой. Он сумел направить талант каждого и построить систему обучения так, что она легла потом в основу преподавания в Петербургской академии художеств. Матвеев обрастал учениками, которые стремились под его начало, так как он был замечательным педагогом и внимательным, заботливым и мягким человеком.
Многому можно было у него поучиться, ведь художник был первым русским мастером-универсалом: портретист, исторический живописец и, несомненно, талантливейший монументалист-декоратор.
Он трудился в тесном контакте со специалистами разных профессий, но особенно часто — с выдающимися архитекторами Трезини и Земцовым. Именно с ними художник начал свою творческую деятельность в Летнем саду (доме), исполняя «сухопутные и морские баталии» (1727—1730) для Залы славных торжеств.
Спустя год Матвеев приступил к живописным работам в Петропавловском соборе (1728—1733). Впервые своды и стены его были украшены не фресками, а огромными станковыми картинами, написанными маслом на холстах («Вознесение Господне», «Фомино уверение» — уничтожены пожаром в 1756 году, образа «Моление о чаше», «Пётр и Павел», «Тайная вечеря»). Одновременно Матвеев руководит всеми работами и «сочиняет модели» для других живописцев.
А когда его «перебросили» на оформление Триумфальных ворот (Аничковские, Адмиралтейские, Троицкие; 1731) по случаю въезда императрицы в столицу (большой портрет Анны Иоанновны «в рост» и эскизы для картин, выполненных учениками), архитектор Трезини срочно потребовал возвращения Матвеева для работ в соборе, настолько он был незаменим.
Так, не окончив одно дело, художник приступает к другому. Загруженный многочисленными отчётами и счетами, он то хлопочет о выплате жалованья своим подчиненным, то распределяет художественные материалы и даже дрова, а ещё ведёт бесчисленные экспертные и оценочные работы.
С середины 1730-х годов Матвеев уже занят росписями Сенатского зала Двенадцати коллегий (ныне — Петровский зал Петербургского университета). Здесь он был автором всех эскизов и частично исполнителем больших панно для огромного подвесного плафона. Его аллегорические картины на темы Добродетелей из-за протекания потолка постоянно «освежались» до такой степени, что были до неузнаваемости «замазаны». Только в 1966 году реставраторы частично сумели восстановить богатство матвеевских красок и лаков.
Наряду с масштабными работами, проводимыми в «Новом летнем доме», Царском Селе, в Новом Зимнем дворце и Петергофе, живописцу повелевали расписывать экипажи царской конюшни, украшать императорские галереи или, того лучше, обновлять росписи в царской голубятне.
Огромные творческие и физические нагрузки подтачивали и без того слабое здоровье Матвеева, но его живописное искусство было настолько востребовано, что, вопреки всем предписаниям, ему разрешили работать не в «казённых мастерских или на улице у места постройки, для которой назначались его произведения», а в домашних условиях. 
Так, большинство икон для церкви Симеона и Анны (1733—1739) художник писал дома, где после его смерти ещё остались десятки неоконченных образов. В тех немногих сохранившихся религиозных композициях есть душевная теплота, сдержанность и реальность изображения.
Особенно это характерно для портретов, для которых Матвеев ещё сумел изыскать время в первые годы после возвращения в Россию.
Парные портреты супругов Голицыных (1728) отличны даже по характеру письма и как бы подчёркивают разницу их темпераментов.
Мягкое, доброжелательное отношение к людям, бывшее одним из лучших человеческих качеств Матвеева, проступает и в портрете итальянского доктора И. А. Ацаретти, написанном между 1728 и 1732 годами. На зрителя смотрят внимательные глаза умного и доброго человека. Лёгкая живописная манера открывает проникновенный, без тени сановности, живой образ врача.

Всю силу живописного дарования, задушевность, открытость, чистоту чувств Андрей Матвеев вложил в «Автопортрет с женой». Он был написан в год женитьбы (1729) художника на юной Ирине Степановне Антроповой, дочери кузнечного мастера и двоюродной сестры известного живописца.
«Смело и открыто, впервые в русской живописи, прославлял он женщину. Как верную спутницу мужчины, достойную любви и уважения. Свободно и радостно заявлял он о своих чувствах к любимой. Взволнованно и вместе с тем предельно деликатно рассказывал о том глубоком сокровенном, о чём никогда не решалось поведать средневековое, старомосковское искусство. Сколько затаённого любования и нежности ощущается в том жесте, которым он подводит свою подругу к краю картины. С каким удовольствием он отмечает певучую линию её шеи, гибкие музыкальные руки, чуть приметную улыбку на губах, слегка приглушенный блеск глаз. Трепетный жест соединившихся рук, лёгкое касание плеч, еле уловимый поворот навстречу друг другу — земная человеческая радость», — так проникновенно говорит о картине искусствовед В. Г. Андреева.

## Работы художника
Наиболее известная работа Матвеева — «Автопортрет с женой» (существует альтернативная атрибуция произведения как портрет Антона Ульриха Брауншвейгского и Анны Леопольдовны), созданный в 1729 году.

## Комментарии
1. ↑  Предположительно. Отчество достоверно не известно; как вариант встречается — Меркурьевич[4].